# Almir Aganspahić
Almir Aganspahić (Sarajevo, 12 settembre 1996) è un calciatore bosniaco, attaccante del Gjilani.

## Carriera

### Club
Aganspahić ha cominciato la carriera con la maglia del Sarajevo. Ha esordito in squadra il 18 maggio 2013, subentrando ad Amer Osmanagić nel pareggio per 2-2 maturato sul campo dello Zrinjski Mostar. Il 4 luglio successivo ha avuto l'opportunità di debuttare nelle competizioni europee per club, sostituendo Asmir Suljić nella vittoria casalinga per 1-0 sul Libertas, sfida valida per l'andata del primo turno di qualificazione all'Europa League 2013-2014.
L'11 gennaio 2015, i croati dell'Osijek hanno reso noto d'aver tesserato Aganspahić. Il 9 maggio successivo si è accomodato per la prima volta in panchina in occasione della 33ª giornata di campionato, non venendo utilizzato in occasione della sconfitta per 3-2 arrivata sul campo dell'Hajduk Spalato. Ha rimandato l'esordio nella massima divisione locale alla stagione successiva: l'11 luglio 2015 ha infatti sostituito Nikola Mandić nel successo esterno per 0-1 contro l'NK Zagabria.
Il 24 febbraio 2016, Aganspahić ha firmato un accordo biennale con i norvegesi del Raufoss, neopromossi in 1. divisjon. Ha debuttato in squadra il 3 aprile seguente, sostituendo Kristian Lønstad Onsrud nel pareggio casalingo per 0-0 contro il KFUM Oslo. Il 16 maggio ha segnato la prima rete con questa maglia, nel pareggio per 1-1 arrivato sul campo del Fredrikstad. Aganspahić ha chiuso la stagione con 26 presenze ed una rete, tra campionato e coppa; contemporaneamente, il Raufoss è retrocesso in 2. divisjon.
Successivamente a questa esperienza, Aganspahić ha fatto ritorno in patria per militare nelle file del Mladost Doboj Kakanj. Il 25 febbraio 2017 ha giocato la prima partita in squadra, schierato titolare in occasione della vittoria interna per 3-1 sullo Sloboda Tuzla.
In vista del campionato 2018-2019, Aganspahić è passato al Krupa. Ha esordito in squadra l'11 agosto 2018, sostituendo Elvir Koljić nel pareggio casalingo per 2-2 contro il Mladost Doboj Kakanj. Il 24 novembre successivo ha realizzato il primo gol, nella vittoria per 2-1 sullo Željezničar. L'anno seguente è passato al Čelik Zenica. Il 28 luglio 2019 ha disputato la prima partita per la nuova squadra, quando è subentrato ad Haris Dilaver nel pareggio casalingo per 0-0 contro il Sarajevo.
Nell'estate 2020 è stato ingaggiato dai serbi del Novi Pazar: il 9 agosto ha esordito in Superliga, sostituendo Nemanja Perić nella sconfitta per 2-1 subita sul campo del Radnički Niš. Il 6 dicembre 2020 ha realizzato i primi gol nella massima divisione serba, nella partita persa per 3-2 in casa del Mladost Lučani.

### Nazionale
Aganspahić ha rappresentato la Bosnia ed Erzegovina a livello Under-17 e Under-21. Per quanto concerne quest'ultima selezione, ha ricevuto la prima convocazione in vista della sfida del 28 marzo 2017 contro il Liechtenstein, sfida valida per le qualificazioni al campionato europeo di categoria del 2019. È stato quindi schierato titolare in quella partita, terminata con una vittoria per 6-0, a cui ha contribuito con una rete.

## Statistiche

### Presenze e reti nei club
Statistiche aggiornate al 3 marzo 2021.
| Stagione                 | Club                     | Campionato               | Campionato | Campionato | Coppe nazionali | Coppe nazionali | Coppe nazionali | Coppe continentali | Coppe continentali | Coppe continentali | Supercoppe | Supercoppe | Supercoppe | Totale | Totale |
| Stagione                 | Club                     | Comp                     | Pres       | Reti       | Comp            | Pres            | Reti            | Comp               | Pres               | Reti               | Comp       | Pres       | Reti       | Pres   | Reti   |
| ------------------------ | ------------------------ | ------------------------ | ---------- | ---------- | --------------- | --------------- | --------------- | ------------------ | ------------------ | ------------------ | ---------- | ---------- | ---------- | ------ | ------ |
| 2012-2013                | Sarajevo                 | PL                       | 1          | 0          | CBE             | ?               | ?               | -                  | -                  | -                  | -          | -          | -          | 1+     | 0+     |
| 2013-2014                | Sarajevo                 | PL                       | 1          | 0          | CBE             | ?               | ?               | UEL                | 2                  | 0                  | -          | -          | -          | 3+     | 0+     |
| Totale Sarajevo          | Totale Sarajevo          | Totale Sarajevo          | 2          | 0          |                 | ?               | ?               |                    | 2                  | 0                  |            | -          | -          | 4+     | 0+     |
| gen.-giu. 2015           | Osijek                   | 1.HNL                    | 0          | 0          | CC              | -               | -               | -                  | -                  | -                  | -          | -          | -          | 0      | 0      |
| lug.-dic. 2015           | Osijek                   | 1.HNL                    | 4          | 0          | CC              | 0               | 0               | -                  | -                  | -                  | -          | -          | -          | 4      | 0      |
| Totale Osijek            | Totale Osijek            | Totale Osijek            | 4          | 0          |                 | 0               | 0               |                    | -                  | -                  |            | -          | -          | 4      | 0      |
| 2016                     | Raufoss                  | 1D                       | 25         | 1          | CN              | 1               | 0               | -                  | -                  | -                  | -          | -          | -          | 26     | 1      |
| feb.-giu. 2017           | Mladost D. Kakanj        | PL                       | 12         | 1          | CBE             | 3               | 1               | -                  | -                  | -                  | -          | -          | -          | 15     | 2      |
| 2017-2018                | Mladost D. Kakanj        | PL                       | 26         | 2          | CBE             | 2               | 0               | -                  | -                  | -                  | -          | -          | -          | 28     | 2      |
| Totale Mladost D. Kakanj | Totale Mladost D. Kakanj | Totale Mladost D. Kakanj | 38         | 3          |                 | 5               | 1               |                    | -                  | -                  |            | -          | -          | 43     | 4      |
| 2018-2019                | Krupa                    | PL                       | 23         | 4          | CBE             | 1               | 0               | -                  | -                  | -                  | -          | -          | -          | 24     | 4      |
| 2019-2020                | Čelik Zenica             | PL                       | 11         | 0          | CBE             | 1               | 0               | -                  | -                  | -                  | -          | -          | -          | 12     | 0      |
| 2020-2021                | Novi Pazar               | SL                       | 21         | 5          | CS              | 0               | 0               | -                  | -                  | -                  | -          | -          | -          | 21     | 5      |
| Totale                   | Totale                   | Totale                   | 124        | 13         |                 | 8+              | 1+              |                    | 2                  | 0                  |            | -          | -          | 134+   | 14+    |

## Palmarès

### Competizioni nazionali
- Coppa di Bosnia ed Erzegovina: 1

Sarajevo: 2013-2014